# Wirkstoffhaltiger Schaum
Wirkstoffhaltige Schäume ist der Name einer Monographie des Europäischen Arzneibuches. Die Monographie legt die Qualitätsanforderungen fest für arzneiliche Zubereitungen, bei denen ein großes Volumen Gas in einer flüssigen Phase dispergiert ist (als Schaum).

## Eigenschaften
Wirkstoffhaltige Schäume enthalten eine oberflächenaktive Komponente, die eine Bildung des Schaums gewährleistet. Sie sind dazu bestimmt, auf die Haut oder die Schleimhaut auftragen zu werden (z. B. kutan, rektal oder vaginal). Sie werden in der Regel aus einer flüssigen Zubereitung in einem Druckbehältnis bei der Applikation gebildet.
Schaumaerosole bestehen aus einer Öl-in-Wasser-Emulsion. Die Dispersion besteht aus einem flüssigen, leicht flüchtigen Treibmittel, das in einer Lipidkomponente (pflanzliches Öl oder flüssiges Paraffin) gelöst vorliegt. Als Emulgatoren dienen anionische oder nichtionogene Tenside. Die Emulsion wird beim Entweichen aus einem speziellen Schaumventil, durch die Expansion des gelösten Treibgasen aufgebläht. Mit Hilfe der Treibgaskonzentration, die in Schaumaerosolen in der Regel wesentlich niedriger liegt als bei anderen Aerosolpräparaten, und durch die Wahl des Emulgators lassen sich die gewünschten Schaumeigenschaften erzielen.
Vorteile dieser Applikationsform sind die lange Verweilzeit am Wirkort und die Tatsache, dass große Oberflächen behandelt werden können.

## Behältnisse
Das Behältnis ist mit einem aus Ventil und Sprühkopf bestehenden Applikator versehen. Zubereitungen, die zur Anwendung auf großen offenen Wunden oder auf schwer verletzter Haut bestimmt sind, müssen steril sein. Die Druckgasbehältnisse enthalten komprimierte Gase (i. R. Stickstoff, Kohlendioxid oder Distickstoffmonoxid). Bei Verwendung von nicht verflüssigbarer Gasen (z. B. Stickstoff) nimmt der Druck beim Entleeren ab. Eine vollständige Entleerung ist nicht möglich. 

## Prüfung auf Reinheit
Die Prüfung auf Reinheit nach dem Europäischen Arzneibuch beinhaltet Prüfungen auf die relative Dichte des Schaums, die Expansionsdauer und ggf. auf Sterilität.